# پیاده‌روی به‌یادماندنی
پیاده‌رَوی به‌یادماندنی (به انگلیسی: A Walk to Remember) فیلمی در ژانر داستان بلوغ و عاشقانه به کارگردانی آدام شنکمن در سال ۲۰۰۲ و با بازی شین وست، مندی مور، پیتر کایوتی، و داریل هانا است. فیلم‌نامه این فیلم توسط کارن جانسزن بر اساس رمانی به همین نام محصول سال ۱۹۹۹ و اثر نیکلاس اسپارکس به رشته تحریر درآمده است.

## داستان
لندن کارتر جوان جاه طلبیست که در شهری کوچک در ایالت ویرجنیا به همراه مادرش زندگی می‌کند، در مدرسه قرار می‌شود برای جشن مدرسه نمایشی را جمعی از شاگردان آن بازی کنند که از قضا لندن به همراه دختر کشیش آن شهر جیمی سالیوان نقشی را در مقابل هم دارند و مجبور می‌شوند به یکدیگر به تمرین نمایش بپردازند. جیمی دختری نسبتاً مذهبی و پایبند به اخلاقیات است و به همین منظور زیاد مورد توجه لندن قرار نمی‌گیرد، اما رفته رفته رابطه آن‌ها به عشق تبدیل شده و سرنوشت آن‌ها به هم گره می‌خورد …